# Rod Rust
Pour les articles homonymes, voir Rust.
Rodney Arthur Rust, dit Rod Rust (né le 2 août 1928 à  Webster City (Iowa) et mort le 23 octobre 2018), est un entraîneur de football américain et de football canadien.
Il a été entraîneur-principal des Patriots de la Nouvelle-Angleterre pendant la saison NFL 1990, terminant avec un bilan d'une victoire pour quinze défaites. Coordinateur défensif et assistant de plusieurs franchises de National Football League.

## Biographie
Au début de sa carrière, Rod Rust est assistant de Marv Levy (en) aux Lobos du Nouveau-Mexique et de Dick Vermeil à l'université Stanford. En 1967, il devient l'entraîneur principal de l'université de North Texas où il reste en poste cinq saisons.
Rod Rust travaille à nouveau pour Levy en 1973 comme coordinateur défensif pour les Alouettes de Montréal. Il atteint deux fois le finale de la coupe Grey, la remportant une fois en 1974.
En 1976, Rod Rust quitte le Canada pour devenir un assistant de Vermeil aux Eagles de Philadelphie. Il est entraîneur des linebackers deux saisons avant d'accepter le poste de coordinateur défensif pour les Chiefs de Kansas City entraîné par Levy. Après le départ de Levy en 1982, Rust devient un coordinateur défensif des Patriots de la Nouvelle-Angleterre. 
L'entraîneur-principal Ron Meyer vire Rod Rust en cours de saison, mais cette décision va entraîner le licenciement de Meyer et le réengagement de Rust. Les Patriots vont au Super Bowl XX en 1986 avec Rod Rust. Ses qualités de coordinateur défensif dans la défense 3-4 des Patriots sont remarquées. Il quitte l'équipe après la saison 1987 pour les Chiefs, puis déménager à nouveau pour les Steelers de Pittsburgh en 1989.
Les Patriots recrutent Rod Rust comme entraîneur-chef en 1990 mais est remercié après un bilan d'une victoire pour quinze défaites, le pire bilan de l'histoire de la franchise.
Les New York Giants recrutent Rod Rust comme coordinateur défensif en 1992, mais ne reste qu'une saison avant de devenir assistant défensif des 49ers de San Francisco et des Falcons d'Atlanta.
Rod Rust est nommé entraîneur-chef des Alouettes de Montréal en 2000 et est licencié en 2001 après une série de six défaites de suite. Il passe la saison 2002 comme contrôleur qualité de la défense des Giants de New York. 
En 2005, il prend le poste de coordinateur défensif des Blue Bombers de Winnipeg et quitte soudainement le club en cours de saison. En février 2006, il est recruté pour devenir coordinateur défensif des Renegades d'Ottawa mais l'équipe disparait avant que la saison ne commence.